# Сезонномерзлі породи
Сезонномерзлі породи (рос. сезонномерзлые породы, англ. seasonally frozen rocks; seasonally frozen ground; нім. saisonbedingtes gefrorenes Gestein, jahreszeitliche Gefrornis) – гірські породи, що складають сезонномерзлий шар. Займають значну територію, розташовану безпосередньо на південь від кріолітозони. Сезонномерзлі гірські породи змінюються, з одного боку, короткочасно і епізодично мерзлими породами (в середніх і низьких широтах), з іншого – багатолітньомерзлими гірськими породами і підземними льодами, що безпосередньо виходять на денну поверхню (у високих широтах). Сезонномерзлі гірські породи досягають потужності близько 5 м (в смузі суші з нульовою середньою річною температурою на поверхні); найбільша потужність відмічається в наскрізних водопровідних таликах багаторічної кріолітозони. 
Сезонномерзлі породи існують у мерзлому стані менше одного року (в Україні 1-5 місяців). 